# Яблоновская, Анна
Анна Яблоновская ((пол. Anna Jabłonowskich), 1660, Краков — 29 августа 1727, Шамбор, Луар и Шер, Франция) — польская дворянка, мать короля Польского и Великого князя Литовского Станислава Лещинского.

## Биография
Анна родилась в 1660 году в семье Яна Станислава Яблоновского (1634—1702) — польского полководца из рода Яблоновских и Марианны Казановской (1643—1687).
В 1667 году вышла замуж за Рафаила Лещинского — польского государственного деятеля и магната. От этого брака родился единственный сын Станислав — король Польский и Великий князь Литовский, был женат на Екатерине Опалинской. От этого брака родилось две дочери: старшая Анна была названа в честь бабушки Анны Яблоновской и младшая Мария — французская королева, супруга Людовика XV.
Умерла Анна в замке Шамбор во Франции 29 августа 1727 года.